# (1506) Xosa
(1506) Xosa – planetoida z grupy pasa głównego asteroid okrążająca Słońce w ciągu 4 lat i 48 dni w średniej odległości 2,57 au. Została odkryta 15 maja 1939 roku w Union Observatory w Johannesburgu przez Cyrila Jacksona. Nazwa planetoidy pochodzi od Khosa, ludu zamieszkującego Afrykę Południową. Przed nadaniem nazwy planetoida nosiła oznaczenie tymczasowe (1506) 1939 JC.